# 直隶
直隶，是中国明清兩朝的行政区划名词，原意指直屬中央之地。明代直隶地区的府州由中央直接管理，为直辖区，不设承宣布政使司、提刑按察使司和都指挥使司。终明一代，直隶地区共有南北两片，稱為南直隸、北直隸，簡稱南直、北直，俗稱南京、北京（南京亦可特指應天府，北京亦可特指順天府），雅稱南畿、北畿。與十三個承宣布政使司合稱為「兩直隸十三布政使司」、「兩京十三州」。

## 历史

### 洪武始设直隶
明朝洪武元年（1368年）建都应天府（又称京师，永乐初年改为留都南京，在今南京市，洪熙至宣德年间仍称京师）。明初沿襲元制，京城及周邊地區隸屬中書省，其他地區隸屬行中書省。
胡惟庸案後，廢中書省，应天府周边的府州一并归属中央直辖，稱為「直隸」。
永樂遷都北京後，這一區域便稱為「南直隸」，由南京六部直接统领和管辖。其地今属于江苏省、安徽省、上海市。

### 永乐增设北直隶
永樂遷都北京顺天府（原北平府，今北京市）後，原北平承宣布政使司所属府州改为直隶，北平行省三司撤销。为区别原应天府、苏州府等直隶地区，遂一般称为北直隶，简称北直。这些府州相当于今北京、天津两市、河北省大部和河南省、山东省的小部地区。

### 清初废除两直隶
清朝入关后，将南直隶改称江南省，北直隶改称“直隶地方”；後改制為直隶省。